# فایرموونت (تنسی)
فایرموونت(به انگلیسی: Fairmount) شهری در ایالت تنسی کشور ایالات متحده آمریکا است که جمعیت آن در سرشماری سال ۲۰۱۰ میلادی، ۲٬۸۲۵ نفر بوده‌است.